# モリブデン
モリブデン（英: molybdenum [ˌmɒlɪbˈdiːnəm, məˈlɪbdɨnəm]、独: Molybdän [molʏpˈdɛːn]）は、原子番号42の元素。元素記号は Mo。クロム族元素の1つ。

## 名称
名称は輝水鉛鉱（molybdenite）に由来するが、この名称はギリシャ語で鉛を意味する molybdos に由来する。モリブデン鉱物である輝水鉛鉱が鉛鉱物である方鉛鉱に似ていることから名づけられた。日本での「モリブデン」という名称は、元はドイツ語の Molybdän で、これが日本語になっている。

## 概要
銀白色の硬い金属（遷移金属）。常温、常圧で安定な結晶構造は体心立方構造（BCC）で、比重は10.28、融点は2620 °C、沸点は4650 °C（融点、沸点とも異なる実験値あり）。空気中では酸化被膜を作り内部が保護される。高温で酸素やハロゲンと反応する。アンモニア水には可溶。熱濃硫酸、硝酸、王水にも溶ける。原子価は2価から6価をとる。輝水鉛鉱（MoS2 など）に含まれる。資源としては、アメリカ合衆国で約30%、チリで約30%など、北南米で世界の過半を産出している。
モリブデンは、人体（生体）にとって必須元素で、尿酸の生成、造血作用、体内の銅の排泄などに関わる。微生物による窒素固定で働く酵素（ニトロゲナーゼ）にも深く関わっており、地球上の窒素固定量の70%以上は、モリブデンが関与していることになる。また、植物にとっても必須元素であるため、モリブデン酸のナトリウム塩やアンモニウム塩の形で、肥料として販売されている。
宮沢賢治作風の又三郎にも登場する。作中に高田三郎が転校してきた理由は父親が仕事で近隣のモリブデンを発掘するためとなっている。風の又三郎 その他節 モリブデンという鉱石についても参照。

## 用途
- 酸化モリブデン(VI)やフェロモリブデンとして、各種合金鋼の添加元素に利用される（クロムモリブデン鋼、マンガンモリブデン鋼、ニッケルクロムモリブデン鋼参照）。さらには、工具鋼（中でも高速度工具鋼（ハイス））群に多用され二次硬化能を高める。これはタングステンも同様であるが、密度が倍半分と違うので、モリブデン等量を示す質量パーセントとしてMo+1/2W（mass%）という等価式が用いられる。事実上、鉄鋼材料分野で消費されるモリブデンが最も多い。

- 硫化モリブデン(IV)は摩擦係数が低いことから、工業用の潤滑油やエンジンオイルの添加剤に用いられる。二硫化モリブデンの配合された油脂類は深緑色を示しているため、それ以外の製品と区別するのが容易である。機器や工程のマニュアルにモリブデン配合油脂の指定がされているところでは、これを用いなければ不本意な結果になることがある。モリブデン配合油脂は特別に高価ではなく簡単に入手できるため需要も高い。少ない添加量で同様の効果を発揮する有機モリブデン（ジチオリン酸モリブデン[注釈 1]やジチオカルバミン酸モリブデン[注釈 2]）も使用される[注釈 3]。
- モリブデンと銅の合金は、優れた温度特性と適度な導電性を兼ね備えているため、ハイブリッドカーやロケットの電子基板などに用いられる。
- 金属モリブデンが産業用に用いられることはそれほど多くなかったが、高温域での機械的性質を期待できる場面においては、タングステンよりも安価であることからしばしば用いられる（電子管の陽極など）。最近では液晶パネル製造ラインなどでも薄板の使用が増加している。また太陽電池の下部電極としても広く使用されている[要出典]。
- 医療分野でも、放射性同位体モリブテン99は癌の診断などにも利用されている（「核医学」参照）。日本では海外の原子炉で生成されたモリブデン99を輸入し、放射性崩壊で得られるテクネチウムを製剤しているが、加速器による国産化も試みられている[3]。
- モリブデンは、プロパン、プロピレン、またはアクロレインをアクリル酸に選択的に酸化するための高性能触媒の重要な成分である[4][5][6]ベンジル酸の製造にも有用である[7]。
- 特殊な鏡[8][9]やソーラーパネル[10]の製造にも使用される。

モリブデンは、日本国内において産業上重要性が高いものの地殻存在度が低く供給構造が脆弱である。日本では国内で消費する鉱物資源の多くを他国からの輸入で支えている実情から、万一の国際情勢の急変に対する安全保障策として国内消費量の最低60日分を国家備蓄すると定められている。
クロムモリブデン鋼などとして、ステンレス鋼食器に使われる事も多い。キャンプ用品として、広く流通している。

## 歴史
カール・ヴィルヘルム・シェーレが1778年に輝水鉛鉱を硝酸と反応させて分離した酸化物として発見し、「水鉛土 (wasserbleierde)」と命名。シェーレの友人ペーター・ヤコブ・イェルム (Peter Jacob Hjelm) が1781年に三酸化モリブデンを石炭で還元することにより単体分離し、現在の名称が付けられた。
中国は1999年以降、重要戦略的資源であるレアアース、タングステン、モリブデンにつき順次輸出数量制限を導入するとともに、2006年以降輸出税を賦課した。中国は、2006年以降輸出割当数量を年々削減し、特に、2010年下半期の輸出割当を大幅に削減したことなどを機にレアアース価格が高騰し、市場に混乱をもたらした。
こうした事態を受け、日本は、米国及びEUとともに、2012年3月、中国による輸出数量制限、輸出税の賦課等の輸出規制は、WTO協定に違反するとして、WTO協議要請を行い、同年6月にパネル設置要請を行った。日米欧からの提訴を受けて世界貿易機関（WTO）が協定違反と断じたことにより、2015年に生産をほぼ独占していた中国はモリブデンとタングステンとレアアースに賦課している「輸出税」と「輸出数量制限」を廃止した。

## モリブデンの化合物
- 酸化モリブデン(IV) (MoO2)
- 酸化モリブデン(VI) (MoO3)
- 硫化モリブデン(IV) (MoS2)

## 入手について
モリブデンは融点が高いことから、工業的に溶融・凝固というプロセスで製造することが困難であるため、大きな素材を作ることが難しく、多くは粉末冶金的製法で製造される。また、加工性に乏しく、常温での圧延は事実上不可能である。切削・研磨も高度な技術を必要とするため、複雑な形状に加工することは困難である。粉末ではない金属モリブデンは主に小インゴットや板、線材の形で取引されるが、個人が入手することは難しく、専門の販売業者に限られる。

## 生体におけるモリブデン
モリブデンは、ヒトを含む全ての生物種で必須な微量元素である。人体には体重1 kgあたり約0.1 mg含まれていると見積もられており、骨、皮膚、肝臓、腎臓に多く分布している。

### モリブデン含有酵素
現在、植物と動物をあわせて約20種類ほどのモリブデン含有酵素が知られている。その中で最もよく知られている酵素は、ニトロゲナーゼである。これは窒素固定における窒素をアンモニアに変換する反応を触媒する。この酵素はマメ科植物の根に共生する根粒菌（リゾビウム属）の菌体内に含まれ、空気から取り入れられた分子状窒素をアンモニアに変換する。藻類も窒素固定にモリブデン酵素を利用している。また、藻類の窒素固定モリブデン酵素は、過剰な硫黄を揮発性の硫化メチルに変換して排泄させるはたらきも有する。
哺乳類においては、キサンチンオキシダーゼ、アルデヒドデヒドロゲナーゼおよび亜硫酸酸化酵素が知られている。キサンチンオキシダーゼは尿酸合成に関わる。この酵素の働きが強くなると痛風になるおそれがある。アルデヒドデヒドロゲナーゼはアルデヒドをカルボン酸に変換する。この酵素はアルコールの代謝に必須な酵素で、代謝産物である酢酸は体内でエネルギー源の一つとして利用される。亜硫酸酸化酵素は毒性のある亜硫酸イオンを毒性の低い硫酸イオンに変換する。

### 栄養
2020年版の『日本人の食事摂取基準』では、推定平均必要量：成人男性20 ～25 µg/日、推奨量：30 µg/日、上限量：600 µg/日。推定平均必要量：成人女性20 µg/日、推奨量：25 µg/日、上限量：500 µg/日（成人とは18歳以上、授乳婦は更に3 µgの付加量）である。モリブデンを多く含む食材は牛や豚の肝臓であり、植物では豆類に多く含まれる。
モリブデンが欠乏すると亜硫酸毒性がみられ、頻脈、頻呼吸、頭痛、悪心、嘔吐、昏睡の症状が見られたとの記録がある。過剰摂取による中毒は「モリブデノーシス (molybdenosis)」といい、アメリカ合衆国コロラド州のモリブデンを多く含む土地の草を食べた牛が中毒した例がある。症状は、体重の低下、食欲減退、貧血、授乳不良・不妊、骨粗鬆症などである。

## 国別の産出量
2011年における国別の産出量は以下の通りである。
| 順位 | 国             | モリブデン鉱の産出量（トン） | 全世界での割合（%） |
| ---- | -------------- | ---------------------------- | ------------------- |
| 1    | 中華人民共和国 | 106,000                      | 40.2                |
| 2    | アメリカ合衆国 | 63,700                       | 24.1                |
| 3    | チリ           | 40,889                       | 15.5                |
| 4    | ペルー         | 19,141                       | 7.3                 |
| 5    | メキシコ       | 10,881                       | 4.1                 |